# Cops & Robbersons
Cops & Robbersons (Brasil: Confusão em Dose Dupla / Portugal: Um Polícia em Casa) é um filme estadunidense de comédia policial de 1994 dirigido por Michael Ritchie e estrelado por Chevy Chase, Jack Palance, Dianne Wiest e Robert Davi.

## Sinopse
Quando a polícia descobre que um assassino da máfia se mudou para a casa ao lado dos Robbersons, eles querem descobrir o que ele está fazendo. Então, eles montaram uma vigilância na casa dos Robbersons. O intransigente e durão Jake Stone (Jack Palance) e seu jovem parceiro Tony Moore (David Barry Gray) são designados para a vigilância, mas agora é uma questão de saber se Jake pode durar o suficiente para capturar os bandidos. Os Robbersons querem ajudar e, ao fazê-lo, deixam Jake louco.

## Elenco
- Chevy Chase como Norman Robberson
- Jack Palance como Jake Stone
- Dianne Wiest como Helen Robberson
- Robert Davi como Osborn
- David Barry Gray como Tony Moore
- Jason James Richter como Kevin Robberson
- Fay Masterson como Cindy Robberson
- Miko Hughes como Billy Robberson
- Richard Romanus como Fred Lutz
- Sal Landi como Jerry Callahan
- Jack Kehler como Caniff
- M. Emmet Walsh como Capitão Theodore "Ted" Corbett (sem créditos)

## Recepção
Cops & Robbersons recebeu críticas geralmente negativas. No Rotten Tomatoes, ele tem um índice de aprovação de 14% com base nas avaliações de 21 críticos.
Roger Ebert deu ao filme 2 de 4 estrelas.

### Listas de fim de ano
- Os 10 piores (listados em ordem alfabética, não classificados) – Mike Mayo, The Roanoke Times[8]

### Bilheteria
O filme estreou mal nas bilheterias, arrecadando US$3,7 milhões e ficando em segundo lugar, atrás de Four Weddings and a Funeral. O filme arrecadou apenas US$11,391,093 nas bilheterias nacionais com um orçamento desconhecido.